# Nahverkehr in Tübingen

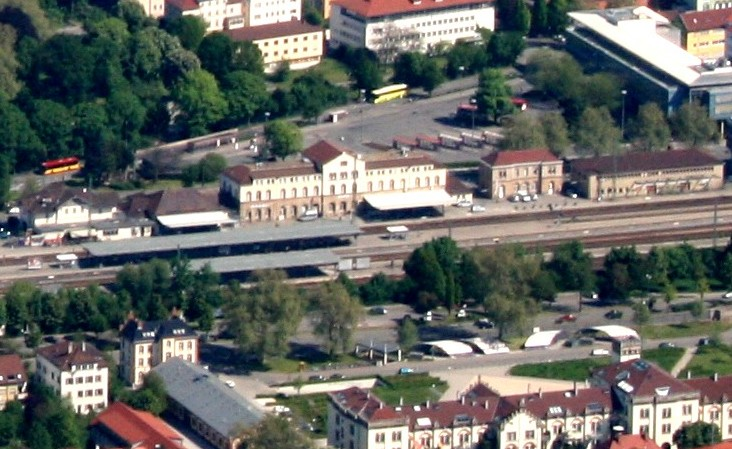
Tübingen Hauptbahnhof und dahinter der Europaplatz mit dem zentralen Omnibusbahnhof

Der öffentliche Personen-Nahverkehr in der baden-württembergischen Universitätsstadt Tübingen besteht aus Stadtbussen, Regionalbussen und Regionalzügen.

## Öffentlicher Personennahverkehr

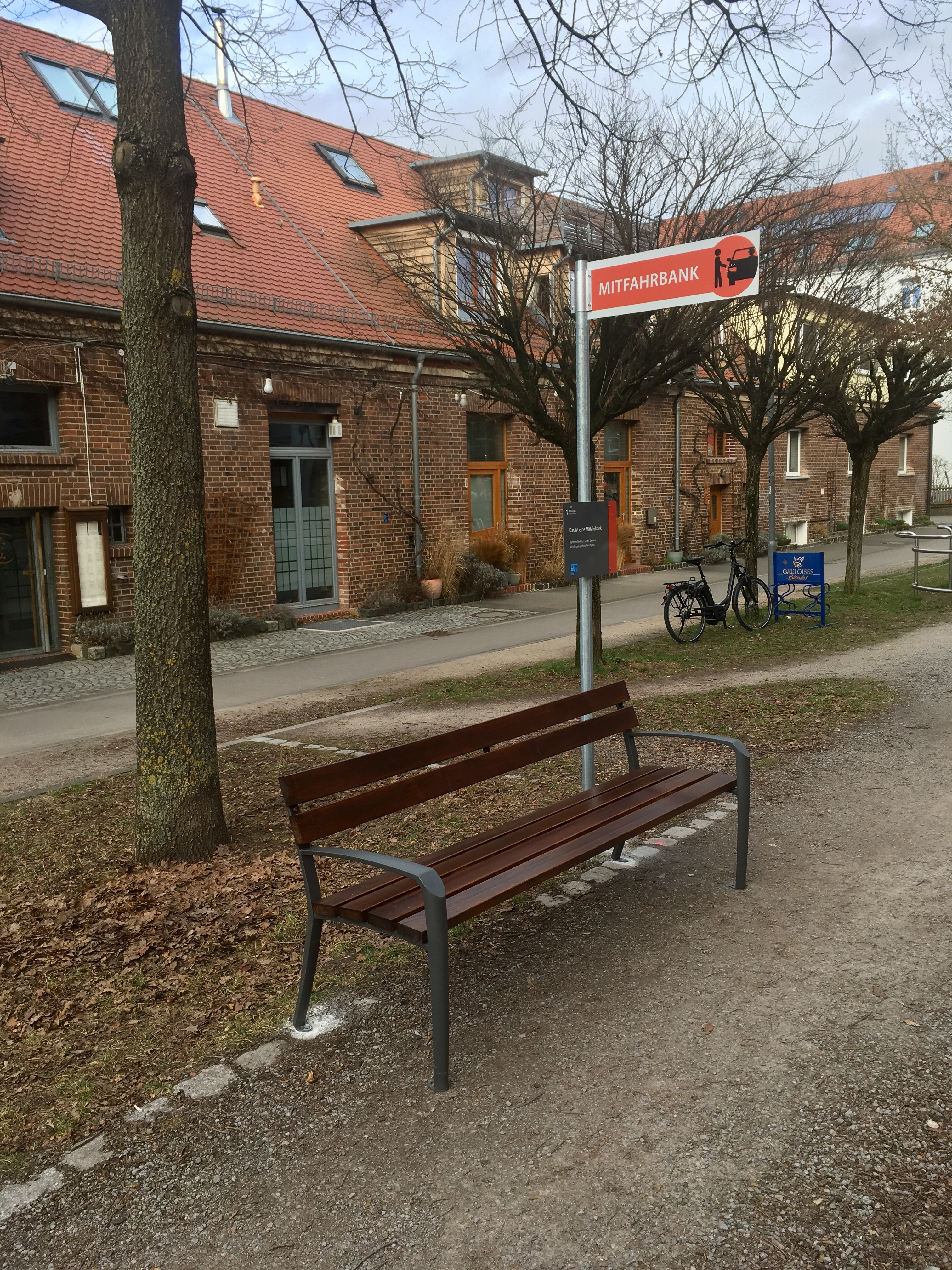
Mitfahrbank in der Aixer Straße

Der öffentliche Personennahverkehr (ÖPNV) wird durch den Stadtverkehr Tübingen (SVT), einen Betriebszweig der Stadtwerke Tübingen GmbH, organisiert. Die einzelnen Stadtbuslinien werden ausgeschrieben und für einen bestimmten Zeitraum an ein Busunternehmen vergeben. Jede Nacht verkehren Nachtbusse auf zwölf Linien. Der Nahverkehr ist in den Verkehrsverbund Neckar-Alb-Donau (NALDO) eingebunden. Für Studierende der Eberhard Karls Universität wird ein Semesterticket angeboten, das im gesamten NALDO-Netz gültig ist. In Tübingen wird mit einem kostenlosen Angebot im ÖPNV experimentiert. Seit dem 10. Februar 2018 gibt es dort den „ticketfreien Samstag“, wodurch jeden Samstag (einschließlich Sonntag bis 5 Uhr) alle Stadtbusse sowie die Ammertalbahn bis Unterjesingen kostenlos und ohne Ticket benutzt werden können. Auch bezuschusst die Stadt das ermäßigte Deutschlandticket für junge Menschen. Dieses können Auszubildende, Schüler und Studierende aus Tübingen bis zum Alter von 26 Jahren für 372 Euro im Jahr nutzen. Das Ticket ist dadurch um rund 100 Euro günstiger als anderswo in Baden-Württemberg, wo es 473 Euro kostet. Weiterhin bezuschusste die Stadt das Deutschlandticket für alle Personen mit Wohnsitz in der Stadt ab dem 1. Mai 2023 zunächst mit 10 Euro, seit August 2023 mit 15 Euro, so dass sich die Kosten auf 39 bzw. 34 Euro reduzierten. Ab Januar 2025 sank der Zuschuss auf 13 Euro, so dass 45 Euro Eigenanteil zu zahlen sind. Seit März 2024 ist für Inhaber der KreisBonus Card das Deutschlandticket für 25 Euro im Monat als Sozialticket verfügbar. Schüler, Auszubildende und Freiwilligendienstleistende mit KreisBonus Card erhalten es für 15 Euro. Städtische Beschäftigte erhalten das Ticket für 20 Euro im Monat.
Als Ergänzung zum öffentlichen Personennahverkehr wird in Tübingen zur Verbesserung der Mobilität von Personen ohne Kraftfahrzeug (wie Ältere, Jugendliche) das Konzept der Mitfahrbänke angeboten.

## Schienenverkehr
Im Stadtgebiet Tübingen liegen die sechs Bahnhöfe bzw. Haltepunkte
- Tübingen Hauptbahnhof,

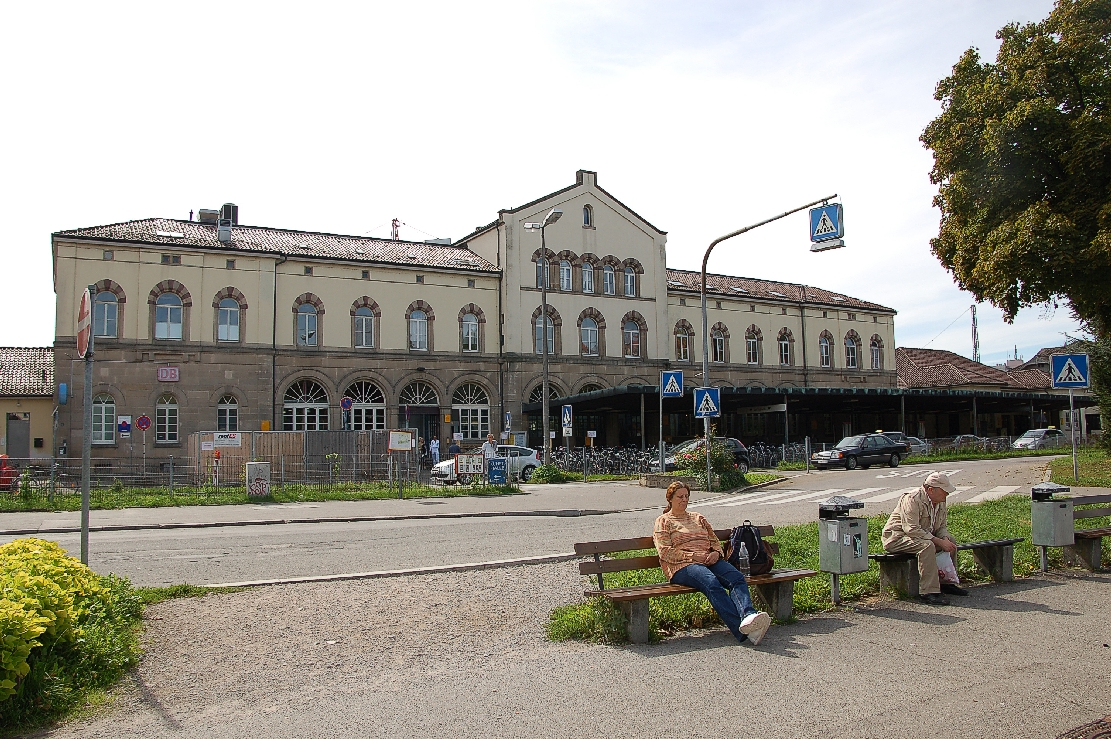
Hauptbahnhof

- Tübingen-Lustnau an der Bahnstrecke Plochingen–Immendingen,
- Tübingen-Derendingen an der Bahnstrecke Tübingen–Sigmaringen sowie
- Tübingen West,
- Unterjesingen Sandäcker und
- Unterjesingen Mitte jeweils an der Ammertalbahn.

Am Hauptbahnhof halten sowohl Regionalzüge (Regionalbahn und Regional-Express) als auch Züge des Fernverkehrs (Intercity). Alle anderen Halte werden ausschließlich von Regionalzügen bedient.
Der Hauptbahnhof Tübingen ist Knotenpunkt für die Hauptstrecken
- Stuttgart nach Aulendorf über Reutlingen, Tübingen, Mössingen, Sigmaringen und Bad Saulgau
- Horb nach Tübingen über Bieringen und Rottenburg am Neckar
- Stuttgart nach Tübingen über Esslingen, Plochingen, Wendlingen, Metzingen und Reutlingen
- Bad Urach nach Tübingen über Dettingen-Erms, Metzingen und Reutlingen
- Herrenberg nach Tübingen über Entringen

An ausgewählten Wochenenden verkehrt ein historischer Dampfzug zwischen Sigmaringen und Tübingen.
Zukünftig soll in Tübingen auch die Regional-Stadtbahn Neckar-Alb verkehren. Dafür sind neue Stationen im Bau:
- Haltepunkt Tübingen Güterbahnhof
- Haltepunkt Neckaraue, die Station Lustnau wird dafür aufgegeben
- Haltepunkt Mühlbachäcker
- Haltepunkt Steinlachwiesen
- Weilheim
- Kilchberg
- Bühl

## Stadtbusse

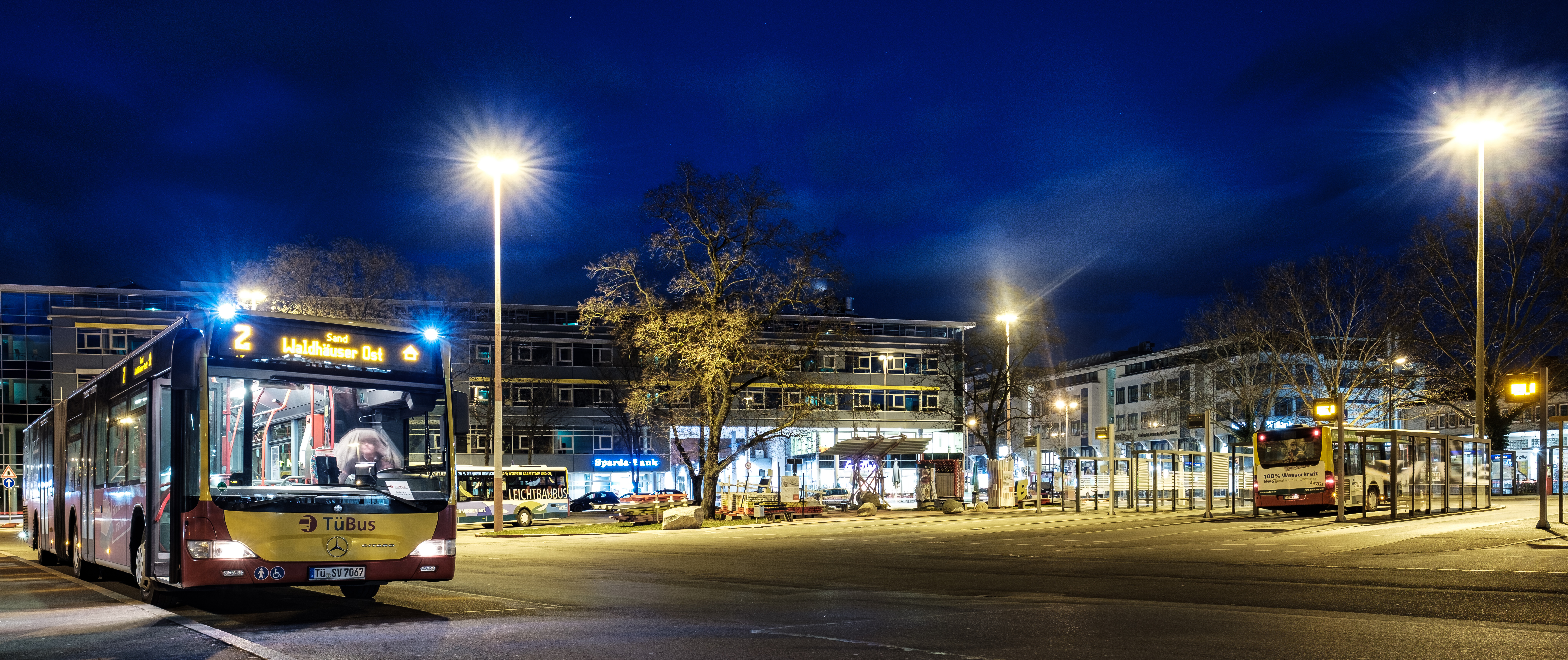
Zentraler Omnibusbahnhof

Das städtische Verkehrsunternehmen der Universitätsstadt Tübingen (Stadtverkehr Tübingen-SVT) bedient in Tübingen 380 Haltestellen an 35 Stadtbuslinien. Hierbei befördert der städtische Busverkehr rund 18 Millionen Fahrgäste jährlich. Zentraler Knotenpunkt für den Stadtbusverkehr ist der zentrale Omnibusbahnhof am Hauptbahnhof Tübingen. Das Liniennetz der Stadtbusse umfasst alle Tübinger Stadtteile außer Unterjesingen und Bebenhausen. Unterjesingen wird von der Ammertalbahn und Bebenhausen von einem Regionalbus bedient.
| Linie | Linienverlauf Stadtbusse |
| ----- | --- |
| 1     | Pfrondorf - Herrlesberg - Steige - Lustnau - Hauptbahnhof Tübingen                                                                                    |
| 2     | Waldhäuser Ost - Sand - Stadtgraben - Neckarbrücke - Hauptbahnhof - Hegelstraße - Mühlbachäcker                                                       |
| 3     | Waldhäuser Ost - Sternwarte - Stadtgraben - Neckarbrücke - Hauptbahnhof - Hechinger Straße - Feuerhägle - Gartenstadt                                 |
| 4     | Waldhäuser Ost - Winkelwiese - Stadtgraben - Neckarbrücke - Hauptbahnhof - Sternplatz - Wennfelder Garten                                             |
| 5     | Waldhäuser Ost - Wanne - Kliniken - Stadtgraben - Neckarbrücke - Hauptbahnhof - Feuerhägle - Derendingen (Käppele)                                    |
| 6     | Sand - Waldhäuser Ost - Haußerstraße - Neckarbrücke - Hauptbahnhof - Neckarhalde - Biesingerstraße - Ernst-Bloch-Straße - Hennentalweg - Rappenberg - |
| 7     | Pfrondorf - Eichhaldenstraße - Hölderlinstraße - Stadtgraben - Neckarbrücke - Hauptbahnhof                                                            |
| 8     | Hagelloch - Hagellocher Weg - Neckarbrücke - Hauptbahnhof                                                                                             |
| 9     | Schloßberg - Lichtenberger Weg - Haagtor - Stadtgraben - Neckarbrücke - Hauptbahnhof                                                                  |
| 10    | Österberg - Hauptbahnhof |
| 11    | Hauptbahnhof - Hölderlinstraße - Haagtor - Westbahnhof - Schwärzlocher Straße                                                                         |
| 12    | Weststadt - Westbahnhof - Haagtor - Stadtgraben - Neckarbrücke - Hauptbahnhof                                                                         |
| 13    | Wanne Kunsthalle - Kliniken - Parkhaus König - Stadtgraben - Neckarbrücke - Hauptbahnhof - Hechinger Straße - Französisches Viertel                   |
| 14    | Kliniken - Herrenberger Straße - Westbahnhof |
| X15   | Hauptbahnhof - Kliniken (Klinikexpress ohne Unterwegshalt)                                                                                            |
| 16    | Steinlachwasen - Derendingen - Hegelstraße - Hauptbahnhof - Hölderlinstraße - Parkhaus König - Vor dem Kreuzberg                                      |
| 17    | Kliniken - Wanne - Philosophenweg - Stadtgraben - Neckarbrücke - Hauptbahnhof                                                                         |
| 18    | Hagelloch - Kliniken - Stadtgraben - Neckarbrücke - Hauptbahnhof - Freibad - Hirschau - Rottenburg - Poltringen                                       |
| 19    | Kliniken - Stadtgraben - Neckarbrücke - Hauptbahnhof - Freibad - Weilheim - Kilchberg - Bühl - Kiebingen - Rottenburg                                 |
| 20    | Rappenberg - Neckarbrücke - Hauptbahnhof - Unterer Wert                                                                                               |
| 21    | Hauptbahnhof - Altstadt - Hauptbahnhof |
| 22    | Hauptbahnhof - Neckarbrücke - Kreuzstraße - Friedrich-Zundel Straße                                                                                   |
| 31    | Kreßbach - Hechinger Straße - Hauptbahnhof |
| 32    | Usrainer Weg - Tropenklinik - Hauptbahnhof |
| 34    | Bergfriedhof - Galgenberg - Sternplatz - Blaue Brücke - Friedrichstraße - Hauptbahnhof                                                                |
| 35    | Vor dem Großholz - Neckaraue - Au Ost - Eisenbahnstraße - Hauptbahnhof                                                                                |
| N 90  | Hauptbahnhof - Schlossberg - Westbahnhof - Schwärzlocher Straße Hauptbahnhof (Nachtbus)                                                               |
| N 91  | Hauptbahnhof - Lustnau - Herrlesberg - Pfrondorf - Herrlesberg - Lustnau - Tübingen Hauptbahnhof (Nachtbus)                                           |
| N 92  | Hauptbahnhof - Österberg (Nachtbus) |
| N 93  | Hauptbahnhof - Winkelwiede - Waldhäuser Ost - Wanne - Kliniken - Hauptbahnhof (Nachtbus)                                                              |
| N 94  | Hauptbahnhof - Parkhaus König - Wanne - Waldhäuser Ost - Sand - Hauptbahnhof (Nachtbus)                                                               |
| N 95  | Hauptbahnhof - Aixer Straße - Feuerhägle - Hauptbahnhof (Nachtbus)                                                                                    |
| N 96  | Hauptbahnhof - Gartenstraße - Lustnau - Hauptbahnhof (Nachtbus)                                                                                       |
| N 97  | Hauptbahnhof - Weststadt - Hagelloch - Hauptbahnhof (Nachtbus)                                                                                        |
| N 98  | Tübingen Hauptbahnhof - Hirschau - Unterjesingen - Tübingen Hauptbahnhof (Nachtbus)                                                                   |
| N 99  | Hauptbahnhof - Rappenberg - Hauptbahnhof (Nachtbus)                                                                                                   |

## Regionalbusse
Die Busunternehmen FMO, HVB, Kurz und RAB betreiben folgende regionale Buslinien:
| Linie | Linienverlauf Regionalbusse                                                                                  |
| ----- | --- |
| 826   | Tübingen - Bebenhausen - Dettenhausen - Waldenbuch - Steinenbronn - Leinfelden                               |
| 828   | Tübingen - Bebenhausen - Dettenhausen - Waldenbuch - Steinenbronn - Echterdingen - Flughafen/Messe Stuttgart |
| 7601  | (Tübingen -) Kirchentellinsfurt - Wannweil - Betzingen (- Reutlingen)                                        |
| 7611  | Tübingen - Kusterdingen - Reutlingen                                                                         |
| 7612  | Tübingen - Gomaringen                                                                                        |
| 7613  | Tübingen - Ofterdingen - Mössingen                                                                           |
| 7625  | Tübingen - Wankheim - Gomaringen                                                                             |
| N 80  | Tübingen - Ammerbuch - Herrenberg (Nachtbus)                                                                 |
| N 81  | Tübingen - Reutlingen (Nachtbus)                                                                             |
| N 82  | Tübingen - Kirchentellinsfurt (Nachtbus)                                                                     |
| N 84  | Tübingen - Kusterdingen - Gomaringen - Tübingen (Nachtbus)                                                   |
| N 87  | Tübingen - Dußlingen - Ofterdingen - Mössingen - Nehren - Tübingen (Nachtbus)                                |
| N 88  | Tübingen - Derendingen - Bühl - Rottenburg (Nachtbus)                                                        |

## Verkehrs- und Tarifverbund
Für die Benutzung des öffentlichen Personennahverkehrs der Stadt Tübingen ist ein Fahrschein des Verkehrsverbunds Neckar-Alb-Donau kurz naldo erforderlich. Tübingen liegt zentral in der Tarifwabe 111 des naldo. Für Fahrten innerhalb der Stadt (mit allen zehn Stadtteilen) gibt es den Stadttarif. Die Fahrscheine können an Automaten der Bussteige, innerhalb der Busse, an den Fahrkartenautomaten der Bahnhöfe und Haltepunkte sowie im Reisezentrum im Hauptbahnhof erworben werden.